# Joaquim Ferreira (lottatore)
Joaquim Ferreira (Belo Horizonte, 2 giugno 1981) è un lottatore di arti marziali miste brasiliano.
Ha combattuto nella categoria dei pesi massimi per la promozione russa M-1 Global e in varie organizzazioni brasiliane.
È stato il primo lottatore in grado di sconfiggere il futuro campione dei pesi massimi UFC Junior dos Santos, finalizzandolo con una sottomissione: i due ebbero una breve rivalità nel 2007 con dos Santos che vinse il loro primo scontro e "Mamute" Ferreira che vinse il rematch.

## Risultati nelle arti marziali miste
| Risultato | Record | Avversario               | Metodo                               | Evento                                          | Data              | Round | Tempo | Luogo                   | Note                                        |
| --------- | ------ | ------------------------ | ------------------------------------ | ----------------------------------------------- | ----------------- | ----- | ----- | ----------------------- | ------------------------------------------- |
| Sconfitta | 17-9   | Cássio de Oliveira       | Sottomissione (heel hook)            | Juiz de Fora Fight: Evolution 14                | 4 ottobre 2014    | 1     | 1:25  | Juiz de Fora, Brasile   | Per il titolo dei Pesi Mediomassimi JFF     |
| Vittoria  | 17-8   | Pavel Snigur             | Sottomissione (armbar)               | Tech-Krep FC: PRIME Crimea                      | 23 maggio 2014    | 2     | 1:29  | Sinferopoli, Ucraina    |                                             |
| Vittoria  | 16-8   | Tulio Viana              | Sottomissione (ghigliottina)         | Minas Combat: Brasil Fight Selections 2014      | 19 dicembre 2013  | 1     | -     | Belo Horizonte, Brasile |                                             |
| Vittoria  | 15-8   | Marcelo Cruz             | Sottomissione (rear naked choke)     | Juiz de Fora Fight: Evolution 13                | 5 ottobre 2013    | 1     | 3:22  | Juiz de Fora, Brasile   |                                             |
| Sconfitta | 14-8   | Rodney Wallace           | KO Tecnico (gomitate)                | Smash Fight                                     | 3 maggio 2013     | 3     | 1:24  | Curitiba, Brasile       |                                             |
| Vittoria  | 14-7   | Adriano Cordeiro         | Sottomissione (north-south choke)    | Watch Out Combat Show 24                        | 23 marzo 2013     | 1     | 1:36  | Montes Claros, Brasile  |                                             |
| Vittoria  | 13-7   | Aaron Mays               | KO Tecnico (pugni)                   | Brasil Fight 6: Brazil vs. USA                  | 21 settembre 2012 | 1     | 2:33  | Belo Horizonte, Brasile |                                             |
| Vittoria  | 12-7   | Ricardo Silva            | KO (pugni)                           | Full House Fight Night                          | 24 marzo 2012     | 1     | 0:34  | Belo Horizonte, Brasile |                                             |
| Sconfitta | 11-7   | Damian Grabowski         | Sottomissione (ghigliottina)         | MMA Attack                                      | 5 novembre 2011   | 1     | 2:57  | Varsavia, Polonia       |                                             |
| Vittoria  | 11-6   | Edson França             | Decisione (non unanime)              | Brazil Fight 3: Minas Gerais vs. Sao Paulo      | 27 novembre 2010  | 3     | 5:00  | Belo Horizonte, Brasile |                                             |
| Vittoria  | 10-6   | William Baudutte         | Sottomissione (north-south choke)    | Juiz de Fora Fight: Evolution                   | 2 ottobre 2010    | 3     | -     | Juiz de Fora, Brasile   |                                             |
| Vittoria  | 9-6    | Marcelo de Oliveira      | Sottomissione (north-south choke)    | Brazil Fight 2: Minas Gerais vs. Rio de Janeiro | 14 agosto 2010    | 2     | 1:58  | Belo Horizonte, Brasile |                                             |
| Sconfitta | 8-6    | Sokoudjou                | KO Tecnico (pugni)                   | Impact FC 1                                     | 10 luglio 2010    | 1     | 1:20  | Brisbane, Australia     |                                             |
| Sconfitta | 8-5    | Ednaldo Oliveira         | Decisione (unanime)                  | Win Fight and Entertainment 6                   | 26 maggio 2010    | 5     | 5:00  | Salvador, Brasile       | Per il titolo dei Pesi Massimi WFE          |
| Sconfitta | 8-4    | Glover Teixeira          | KO Tecnico (stop dall'angolo)        | Bitetti Combat MMA 6                            | 25 febbraio 2010  | 2     | 1:30  | San Paolo, Brasile      |                                             |
| Sconfitta | 8-3    | Hae Jun Yang             | KO (pugni)                           | M-1 Challenge 17: Korea                         | 4 luglio 2009     | 1     | 0:14  | Seul, Corea del Sud     |                                             |
| Vittoria  | 8-2    | Maxim Grishin            | Sottomissione (north-south choke)    | M-1 Challenge 15: Brazil                        | 9 maggio 2009     | 1     | 3:57  | San Paolo, Brasile      |                                             |
| Vittoria  | 7-2    | Leonardo Bileu           | Sottomissione (triangolo di braccio) | Juiz de Fora Fight 6                            | 8 novembre 2008   | 1     | -     | San Paolo, Brasile      |                                             |
| Vittoria  | 6-2    | Reinaldo Samurai         | Sottomissione (kimura)               | Predador FC 11                                  | 7 giugno 2008     | 1     | 2:01  | San Paolo, Brasile      |                                             |
| Vittoria  | 5-2    | Junior dos Santos        | Sottomissione (armbar)               | MTL: Final                                      | 10 novembre 2007  | 1     | 1:13  | San Paolo, Brasile      |                                             |
| Vittoria  | 4-2    | Andre Mussi              | Sottomissione (ghigliottina)         | Mo Team League 1                                | 11 agosto 2007    | 2     | -     | Rio de Janeiro, Brasile |                                             |
| Sconfitta | 3-2    | Junior dos Santos        | Sottomissione (ritiro)               | XFC: Brazil                                     | 29 aprile 2007    | 1     | 5:00  | Rio de Janeiro, Brasile |                                             |
| Sconfitta | 3-1    | Andre Mussi              | Decisione (unanime)                  | XFC: Brazil                                     | 29 aprile 2007    | 3     | 5:00  | Rio de Janeiro, Brasile |                                             |
| Vittoria  | 3-0    | Edgard Castaldelli-Filho | Decisione (non unanime)              | Predador Kamae 3                                | 21 aprile 2007    | 3     | 5:00  | San Paolo, Brasile      |                                             |
| Vittoria  | 2-0    | Sergio Kamikaze          | KO (soccer kick)                     | X Fight Games 2                                 | 9 dicembre 2006   | 1     | 2:56  | Rio de Janeiro, Brasile |                                             |
| Vittoria  | 1-0    | Jailson Silva-Santos     | Sottomissione (kimura)               | Wild Fight 1                                    | 1º ottobre 2010   | 2     | 2:20  | Amazonas, Brasile       | Vince il titolo dei Pesi Massimi Wild Fight |